# Дольяни
Долья́ни (итал. Dogliani [doʎˈʎaːni], пьем. Dojan) — коммуна в Италии, располагается в регионе Пьемонт, в провинции Кунео.
Население составляет 4709 человек (2008 г.), плотность населения — 135 чел./км². Занимает площадь 35 км². Почтовый индекс — 12063. Телефонный код — 0173.
Покровителем населённого пункта считается апостол Павел, празднование 2 ноября.

## Демография
Динамика населения:

## Города-побратимы
- Жарнак, Франция (2000)

## Администрация коммуны
- Официальный сайт: http://www.comune.dogliani.cn.it/ Архивная копия от 22 июля 2011 на Wayback Machine